# 孔特堡
孔特堡（法語：Bourg-des-Comptes，法語發音：[buʁ de kɔ̃t]）是法国伊勒-维莱讷省的一个市镇，位于该省西南部，属于勒东区。

## 地理
孔特堡（47°55'45"N, 1°44'33"W）面积23.41 平方千米，位于法国布列塔尼大區伊勒-维莱讷省，该省份为法国西北部沿海省份，位于布列塔尼半岛东部，北濒大西洋，西接阿摩尔滨海省和莫尔比昂省，南至大西洋卢瓦尔省，西南端接曼恩-卢瓦尔省，东临马耶讷省，东北与芒什省接壤。
与孔特堡接壤的市镇（或旧市镇、城区）包括：克勒万、吉尚、拉耶、普莱沙泰勒、波利涅、圣瑟努。

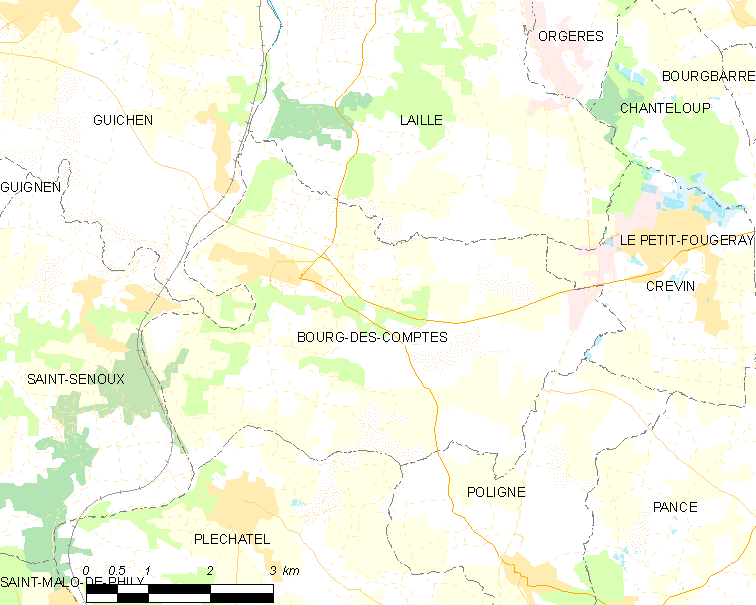
孔特堡的OSM定位图

孔特堡的时区为UTC+01:00、UTC+02:00（夏令时）。

## 行政
孔特堡的邮政编码为35890，INSEE市镇编码为35033。

## 政治
孔特堡所属的省级选区为吉尚县。

## 人口

1962-2008年间孔特堡人口变化图示

孔特堡于2022年1月1日时的人口数量为3388人。